# (12579) Ceva
(12579) Ceva est un astéroïde de la ceinture principale.

## Description
(12579) Ceva est un astéroïde de la ceinture principale. Il fut découvert le 5 septembre 1999 à Bologne par l'observatoire San Vittore. Il fut nommé en honneur du mathématicien Giovanni Ceva. Il présente une orbite caractérisée par un demi-grand axe de 3,08 UA, une excentricité de 0,19 et une inclinaison de 1,6° par rapport à l'écliptique.

## Compléments